# هنري السادس عشر، دوق بافاريا
هاينريش السادس عشر (1386 – 30 يوليو 1450)؛ ((بالألمانية: Heinrich der Reiche, Herzog von Bayern-Landshut)‏) هو دوق بافاريا-لاندسهوت منذ عام 1393، هو ابن الدوق فريدرش وزوجته مادالينا ابنة بيرنابيو فيسكونتي.

## حياته
كان هاينريش السادس عشر أول الدوقات المشهورين الأغنياء التي حكمت بافاريا-لاندسهوت في القرن الخامس عشر، حيث كان مقر إقامتهم في قلعة تروسنيتز ‏ التي كانت محصنة بدرجة كبيرة جدًا، ولم يرث هاينريش الشعر الأسود فقط من عائلة فيسكونتي، بل قد ورث أيضًا مزاجهم وطابعهم الاستبدادي، قام هاينريش بكل قوة وقسوة بقمع العديد من الثورات التي أقامها مواطنين لاندسهوت في عام 1410 وانتصر في قتاله على ابن عمه لودفيغ السابع «المُلتحي» دوق بافاريا-إنغولشتات. قام هاينريش بتوحيد أعداء لويس وجمعهم في جمعية الببغاء في عام 1414 وفي اتحاد كونستانس في عام 1415.

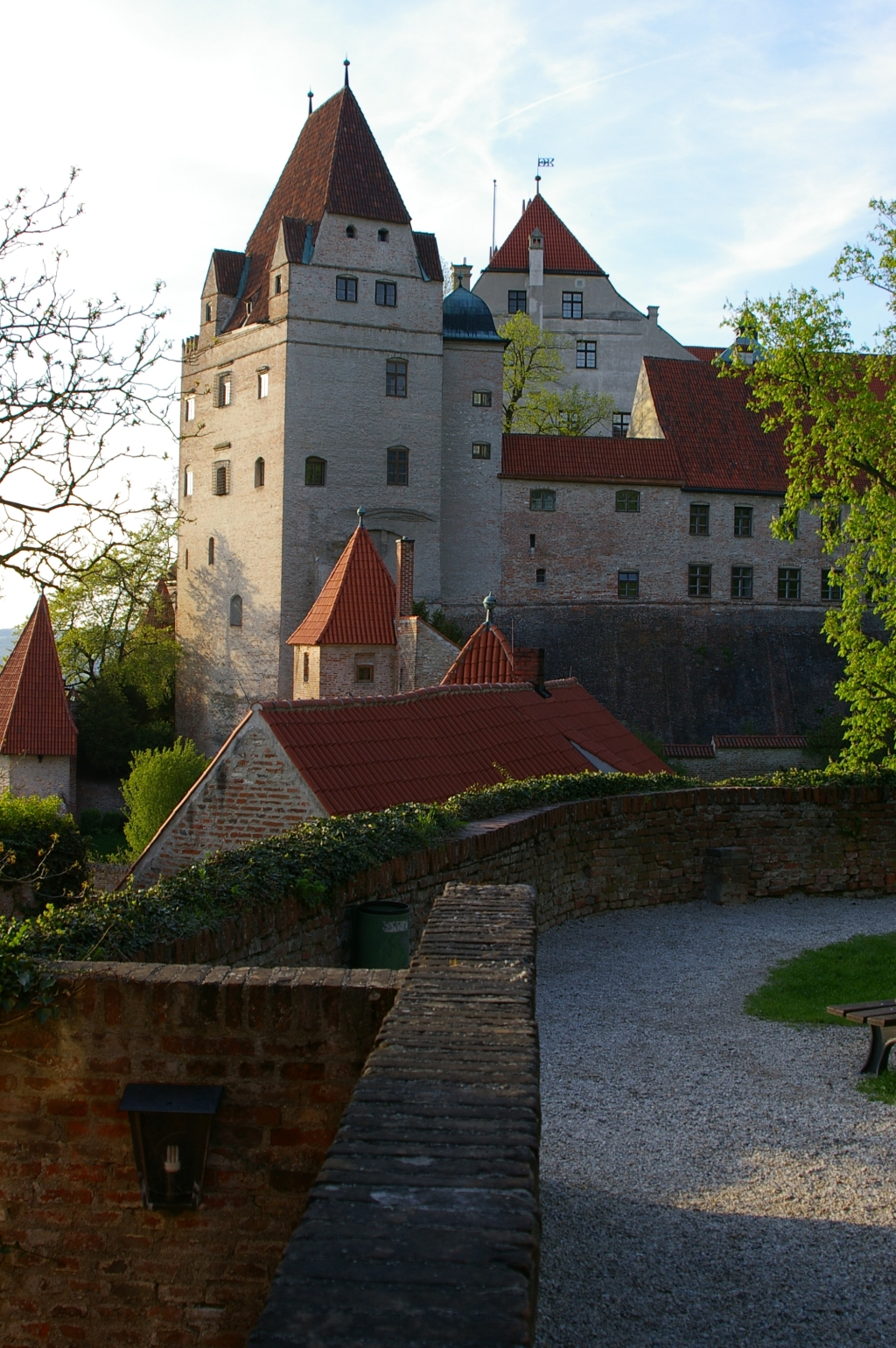
Trausnitz Castle

في حين كانت دوقية بافاريا شتراوبينغ لا تزال مقسومة، إلا أن أراضي جده قسمت إلى ثلاثة أجزاء: بافاريا-إنغولشتات وبافاريا-ميونخ وبافاريا-لاندسهوت، وبعد فناء دوقات شتراوبينغ في عام 1429، انقسمت فيما بينهم، تمكن هاينريش من الحصول على كامل دوقية بافاريا-إنغولشتات، توفي هاينريش في إنغولشتات في عام 1450 بعد أن إصيب بالطاعون، وتولى من بعده الحكم ابنه لودفيغ التاسع الذي كان يدعى أيضًا لويس الغني.

## العائلة والأبناء
تزوج هاينريش في لاندسهوت في 25 نوفمبر 1412 من مارغريت النمساوية (ابنة دوق النمسا ألبرت الرابع وقريبته يوهانا صوفيا البافارية)؛ وكان لديهم ستة أبناء:
1. آلبيرتش (1414-1418).
2. فريديريك (1415–7 يونيو 1416)
3. لودفيغ التاسع (23 February 1417, Burghausen–18 January 1479, Landshut).
4. جوهانا (1413–20 يوليو1444)تزوجت في بورغهاوزن من كاونت موسباخ بالاتين الأول.
5. إليزابيث(1419–1 يناير 1451) في عام 1445 تزوجت في شتوتغارت من كاونت فورتمبيرغ اورليش الخامس.
6. مارجريت (ولدت عام 1420) راهبة في كنيسة سيلاجينتل.